# Thomas Young (biskup)
Thomas Young (ur. w 1507 w Hogeston (hrabstwo Pembrokeshire), zm. 26 czerwca 1568 w Sheffield) – angielski duchowny anglikański, pierwszy niekatolicki arcybiskup Yorku.

## Życiorys
W młodości rozpoczął studia w Pembroke College na Oxfordzie, gdzie 14 czerwca 1529 uzyskał stopień bakałarza. 19 marca 1553 uzyskał magisterium, a 13 lutego 1566 doktorat z prawa cywilnego. W latach 1542–1546 był dziekanem Broadgates Hall. W tym czasie pełnił już rolę wikariusza w Llanfihangel Castell Gwallter, a następnie został kantorem w St David’s. Za czasów panowania królowej Marii i toczącego się procesu rekatolicyzacji, Young miał uciec za granicę, jednak żadne dowody tego nie potwierdzają.
W 1559 był jednym z wizytatorów królewskich w kościołach w Walii. Wkrótce potem, 6 grudnia 1559 został wybrany biskupem St David’s. Po dwóch latach, 27 stycznia 1561 został wybrany arcybiskupem Yorku, którym pozostał do śmierci.
Był dwukrotnie żonaty; z drugą żoną, Jane Kynaston, miał jednego syna, George’a.